# Саммерфілд (Канзас)
Саммерфілд (англ. Summerfield) — місто (англ. city) в США, в окрузі Маршалл штату Канзас. Населення — 125 осіб (2020).

## Географія
Саммерфілд розташований за координатами 39°59′49″ пн. ш. 96°20′57″ зх. д. / 39.99694° пн. ш. 96.34917° зх. д. (39.996908, -96.349280).  За даними Бюро перепису населення США в 2010 році місто мало площу 0,89 км², уся площа — суходіл.

## Демографія
Згідно з переписом 2010 року, у місті мешкало 156 осіб у 79 домогосподарствах у складі 41 родини. Густота населення становила 176 осіб/км².  Було 107 помешкань (120/км²).
Расовий склад населення:
| - 98,1 % — білих - 0,6 % — чорних або афроамериканців |

До двох чи більше рас належало 1,3 %. Частка іспаномовних становила 1,3 % від усіх жителів.
За віковим діапазоном населення розподілялося таким чином: 19,2 % — особи молодші 18 років, 59,0 % — особи у віці 18—64 років, 21,8 % — особи у віці 65 років та старші. Медіана віку мешканця становила 51,2 року. На 100 осіб жіночої статі у місті припадало 90,2 чоловіків;  на 100 жінок у віці від 18 років та старших — 113,6 чоловіків також старших 18 років.
Середній дохід на одне домашнє господарство  становив 37 247 доларів США (медіана — 35 357), а середній дохід на одну сім'ю — 41 955 доларів (медіана — 37 143). За межею бідності перебувало 18,1 % осіб, у тому числі 37,0 % дітей у віці до 18 років та 10,8 % осіб у віці 65 років та старших.
Цивільне працевлаштоване населення становило 58 осіб. Основні галузі зайнятості: освіта, охорона здоров'я та соціальна допомога — 29,3 %, транспорт — 15,5 %, виробництво — 12,1 %, роздрібна торгівля — 10,3 %.